# Scelio uvarovi
Scelio uvarovi is een vliesvleugelig insect uit de familie van de Scelionidae. De wetenschappelijke naam van de soort is voor het eerst geldig gepubliceerd in 1927 door Oglobin.